# Brachybazydiola
Brachybazydiola (łac. brachybasidiole) – u grzybów jest to komórka, która swoim wyglądem przypomina bazydiolę, jest jednak od niej większa i bardziej nabrzmiała. Bazydiole i brachybazydiole to niedojrzałe podstawki występujące na blaszkach u podstawczaków, np. w rodzaju Rhizopogon (piestrówka). Szczególnie często brachybazydiole występują u grzybów o bardzo krótkotrwałych owocnikach, np. z rodzajów Bolbitius i niektórych grzybów czernidłakowatych, które mogą pojawić się i dojrzeć w ciągu kilku godzin. Występowanie brachybazydioli, ich kształt i wielkość mają znaczenie przy mikroskopowym oznaczaniu niektórych gatunków grzybów.
Rola brachobazydioli nie jest dokładnie znana. Przypuszcza się, że spełniają podobną funkcję jak cystydy: mechanicznie oddzielają podstawki od siebie, by nie dochodziło do ich zlepiania się, mogą pomagać w utrzymaniu wilgotności, działając jak pułapki powietrzne, w końcu, mogą też pełnić funkcje obronne przed drapieżnikami, takimi jak skoczogonki.